# Leptochelia elongata
Leptochelia elongata är en kräftdjursart som beskrevs av Larsen och Rayment 2002. Leptochelia elongata ingår i släktet Leptochelia och familjen Leptocheliidae. Inga underarter finns listade i Catalogue of Life.